# Demo-Sanitäter

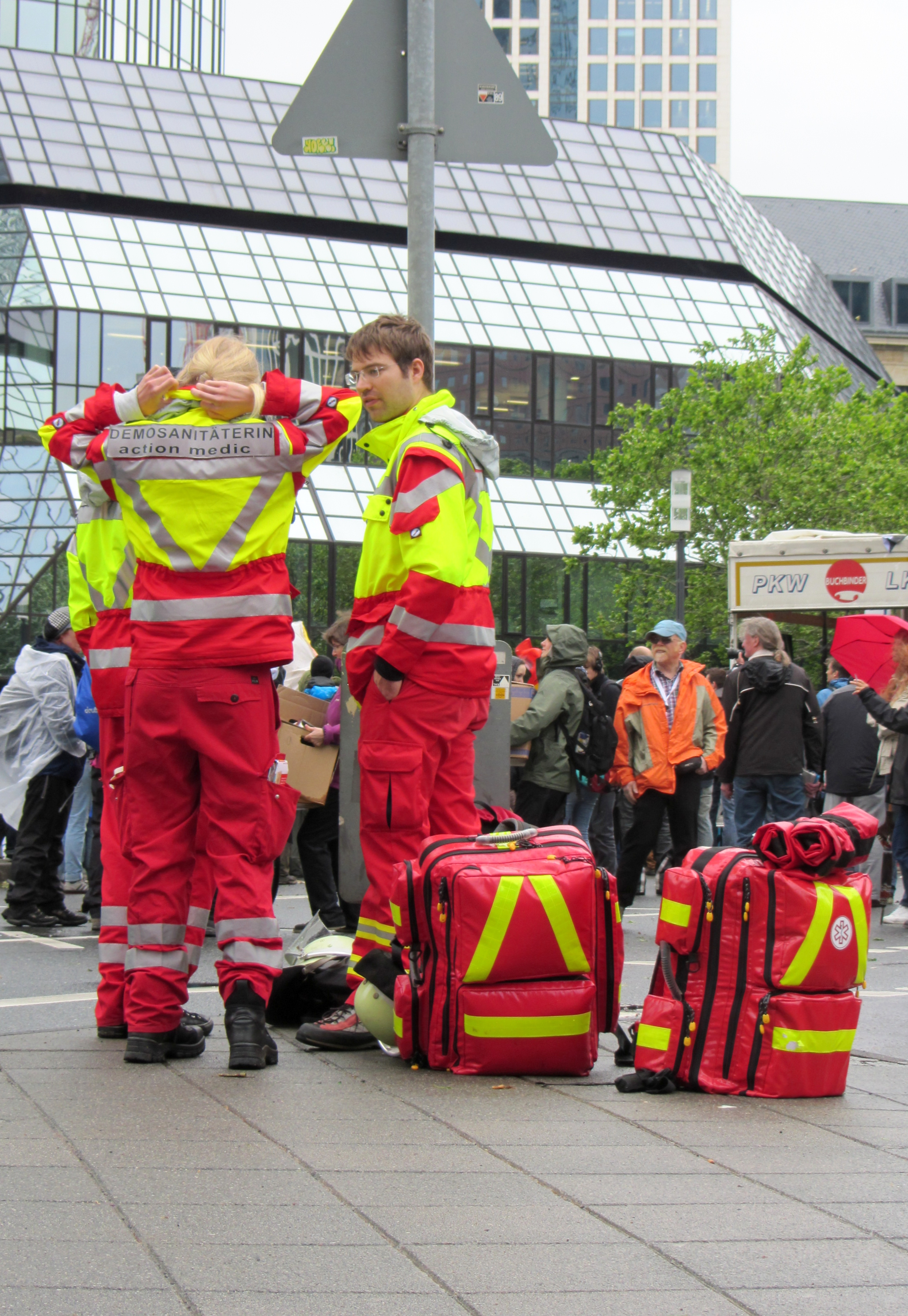
Demosanitäter vor dem Deutsche-Bank-Hochhaus, Frankfurt bei Blockupy 2013

Demosanitäter, auch Demosanis oder Demonstrationssanitäter, sind Freiwillige mit einer medizinischen Ausbildung, die Sanitätsdienste bei unterschiedlichen Protesten und Demonstrationen übernehmen. Sie sind zumeist in festen Gruppen organisiert, in Deutschland zum Teil in Vereinen. Bei größeren Versammlungen arbeiten oft mehrere Gruppen auch mit regulären Nothilfeorganisationen zusammen.

## Arbeit
Aufgabe der Demosanitäter, die oft Sanitätshelfer, Rettungssanitäter, Notärzte und Krankenpfleger sind, ist die Sicherstellung der medizinischen Erstversorgung auf Versammlungen. also Demonstrationen, Kundgebungen und Mahnwachen. Dabei tragen sie während ihrer Einsätze teilweise Schutzkleidung wie Helme und Atemmasken, um sich z. B. vor Wurfgeschossen oder Pfefferspray zu schützen. Das Landgericht Berlin erlaubte im September 2018 in einem Urteil das Tragen von Schutzausrüstung, da die Demosanitäter nicht als Teilnehmer der Versammlung zu werten sind und damit die Ausstattung nicht vom Schutzwaffen- und Vermummungsverbot betroffen ist. Meist sind die Demosanitäter durch die orangefarbenen Westen oder rettungsdienstähnliche Einsatzkleidung für potenzielle Patienten und die Polizei erkennbar. In Deutschland operieren die Demosanitäter oft in Teams von z. B. sechs Personen. Nach der Erstversorgung werden die Verletzten, wenn notwendig, an den öffentlichen Rettungsdienst übergeben oder auf andere Weise in die ambulante oder stationäre ärztliche Versorgung überführt. Die meisten Gruppen finanzieren sich über Spenden und Solidaritäts-Veranstaltungen und arbeiten kostenfrei bzw. gemeinnützig.
Einige der Demosanis bieten weitere Leistungen als nur die Absicherung von Versammlungen an. Oft werden auch Sanitätsdienste für nichtkommerzielle Veranstaltungen geleistet, Erste-Hilfe-Kurse speziell für Demonstrationen gegeben oder sich an der Obdachlosenhilfe in der Region beteiligt.

## Geschichte

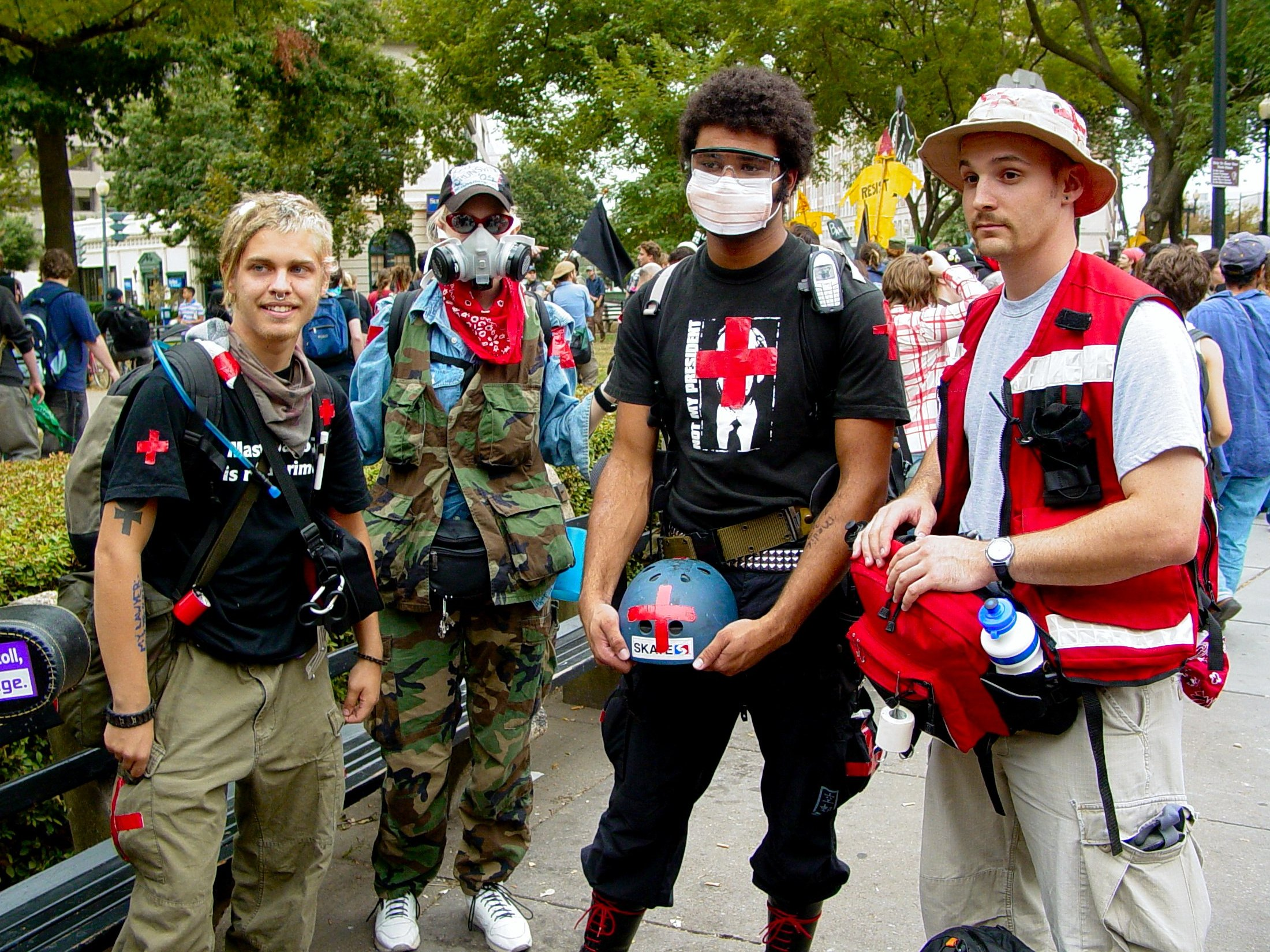
Street Medics bei den Antikriegsprotesten 2005 in Washington, D.C.

In den USA wurden Gruppen, die sich street medics nannten, erstmals in der Zeit der großen Demonstrationen des Civil rights movement und der großen Antikriegsdemonstrationen in den 1960er Jahren aktiv. Sie halfen bei Protesten des American Indian Movement (AIM), Vietnam Veterans Against the War (VVAW), der Young Lords Party, der Black Panther Party und anderer Bewegungen in den 1960er und 1970er Jahren.
Bei den Protesten gegen die Ministerkonferenz der Wirtschafts- und Handelsminister der WTO in Seattle 1999 und im Umfeld des Weltsozialforums halfen street medics den Protestierenden. Während dieser Proteste wurden Verletzungen durch Reizgas, Pfefferspray, Pfeffergeschosse, Leuchtsturmgeschosse, Gummigeschosse behandelt und Menschen waren durch den Einsatz von Tasern und Polizeihunden in Mitleidenschaft gezogen worden. Einige Organisationen in den USA bieten Kurse für jedermann zum zertifizierten street medic mit unterschiedlichen Schwerpunkten an.
Demosanitäter sind bei vielen Demonstrationen in Deutschland im Einsatz. Die bundesweit älteste, noch aktive Gruppe ist die seit März 1997 bestehende Sanitätsgruppe Süd-West e. V. (Stand 2025). Bei größeren Protestveranstaltungen wie den Demonstrationen gegen Castor-Transporte, bei den Aktionen von Ende Gelände oder gegen G8- und G20-Treffen leisteten zahlreiche Demosanitäter-Teams qualifiziert Erste Hilfe.

## Logostreit mit DRK und BKS
Das Deutsche Rote Kreuz ging im Jahr 2006 gerichtlich gegen Demosanitäter-Gruppen und die Plattform Nadir wegen der verwendeten Logos vor. Diese seien zu nahe am völkerrechtlichen Schutzzeichen Rotes Kreuz, welches in den Genfer Konventionen festgeschrieben ist. Das Zeichen zeigt ein rotes Kreuz, welches oben in eine rote Faust übergeht. Diese Faust wurde weiter als „Zeichen der Gewalt“ interpretiert, das dem Sinn des völkerrechtlichen Schutzes des Roten Kreuzes zuwiderlaufe. 2015 erhielten auch die Demosanitäter der Sanitätsgruppe Süd-West nach einer außergerichtlichen Einigung mit dem Bundesverband eigenständiger Rettungsdienste und Katastrophenschutz e.V. (BKS) ein neues Logo.

## Gruppen und Organisationen
Es gibt auf der ganzen Welt Demosanis. Folgend ist eine Auswahl gelistet.

### Australien
- Melbourne Street Medic Collective (MelbSMC)[19] (Melbourne)
- NSW StreetMedics[20] (Sydney)

### Belgien

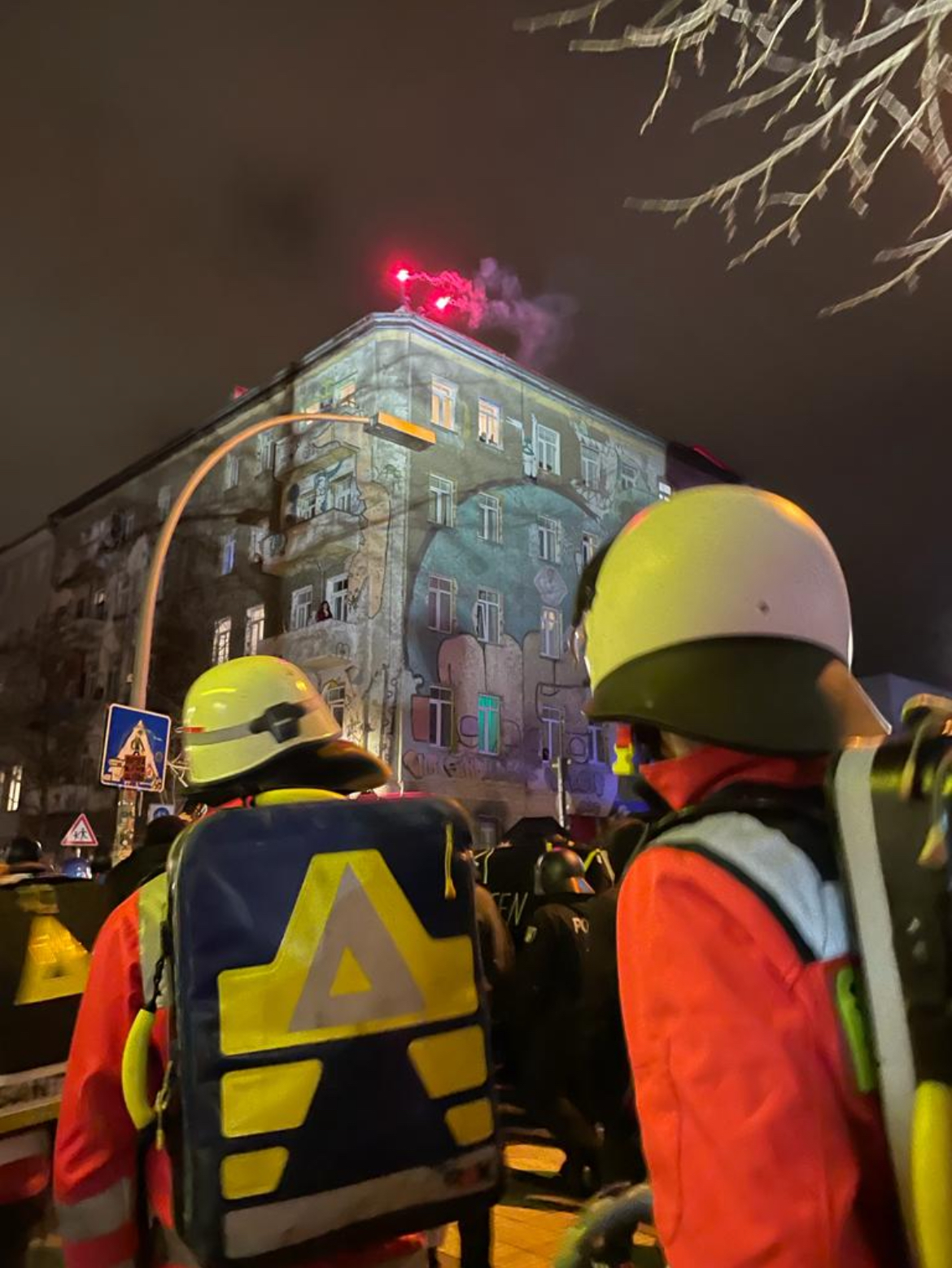
Demo-Sanitäter bei der Revolutionären 1.-Mai-Demonstration in Berlin-Neukölln (2023)

- Street-médic Brussels[21] (Brüssel)

### Deutschland

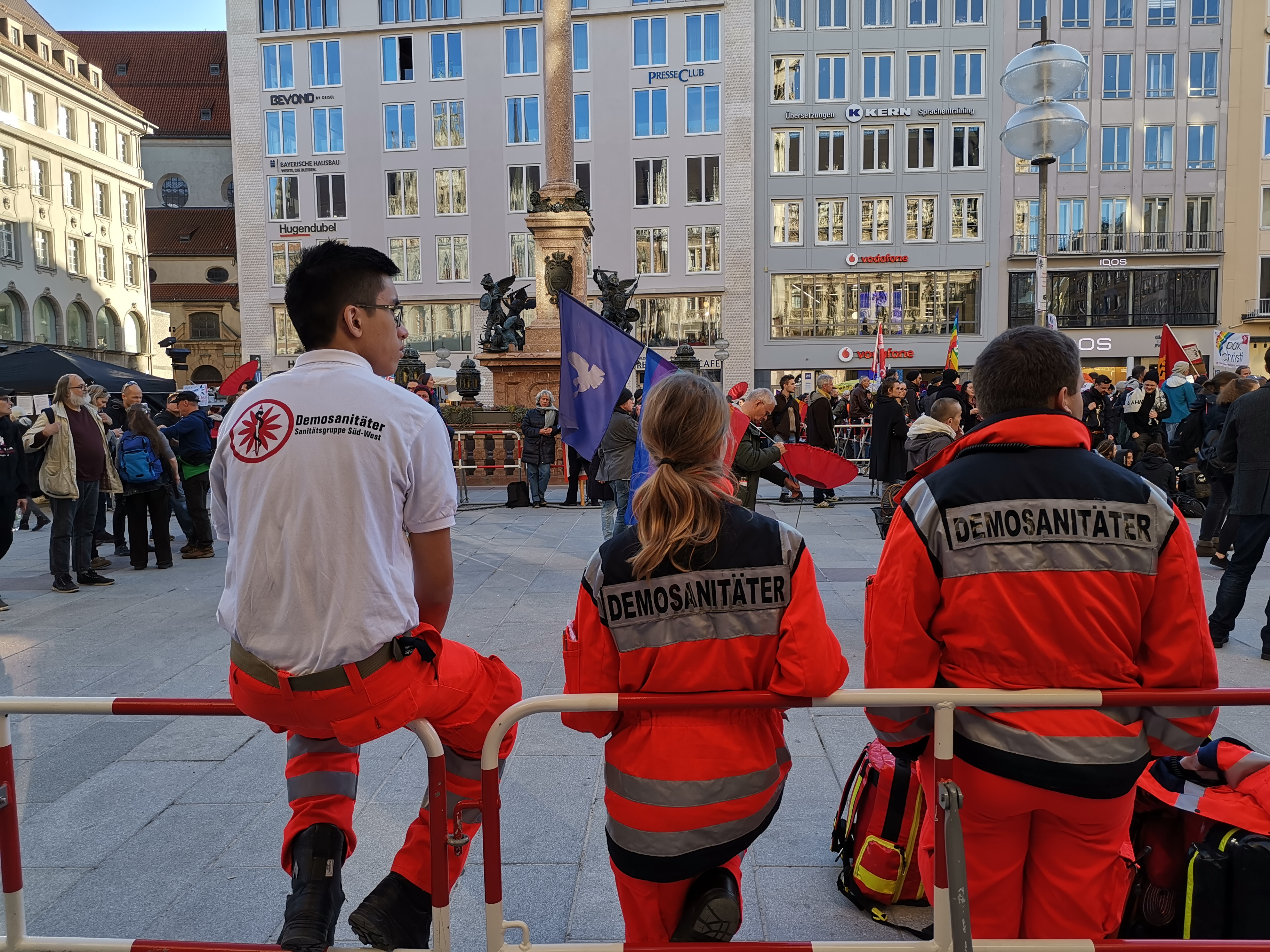
Demosanitäter der Sanitätsgruppe Süd-West e. V. während der Proteste gegen die 55. Münchner Sicherheitskonferenz

- Sanitätsnetzwerk Hamburg[22]                   (Hamburg / Hamburg)
- Allgemeine Sanitätsinitiative Dresden e.V.[23][24] (Sachsen / Dresden)
- Sanitätskollektiv Berlin[25] (Berlin / Spandau)
- Demosanis Chemnitz[26] (Sachsen / Chemnitz)
- Demosanis Muc[27] (Bayern / München)
- Demosanis Süd[28] (Baden-Württemberg / Freiburg i. B.)
- Demosanitäter Düsseldorf[29] (Nordrhein-Westfalen / Düsseldorf)
- Demosanis Köln/Bonn[30] (Nordrhein-Westfalen / Köln)
- Demosanitäter – Sanitätsgruppe Süd-West e. V.[31] (Baden-Württemberg / Stuttgart)
- streetmedic – Sanitätsdienst Berlin-Brandenburg e. V.[32] (Brandenburg / Potsdam)
- Demosanis Ortenau[33] (Baden-Württemberg/Ortenaukreis)
- Sanitätskollektiv Leipzig[34] (Sachsen / Leipzig)

### Schweiz
- Sanitätskollektiv Zürich[35] (Kanton Zürich)
- SaniBern Kollektiv[36] (Kanton Bern)

### Frankreich
- Street Medics Bordeaux[37] (Gironde / Bordeaux)
- Street Medics Nantes[38] (Nantes)
- Street-Medics 69[39] (Lyon)

### Österreich
- Vienna Street Medics[40] (Wien)

### Spanien
- Street Medics BCN[41] (Barcelona)